# Iens
Pour les articles homonymes, voir Edens.
Iens (en néerlandais : Edens) est un village de la commune néerlandaise de Súdwest-Fryslân, situé dans la province de Frise. 

## Géographie
Le village est situé dans la petite région du Greidhoek, à 11 km au nord-ouest de Sneek. Il est très lié avec le village voisin de Spannum appartenant à la commune de Waadhoeke.

## Histoire
Iens est mentionné dans des documents d'archives du XIIIe siècle sous le nom d'Ederinghe puis comme Edens en 1482.
Le village appartient à la commune d'Hennaarderadeel avant le 1er janvier 1984, où celle-ci est intégrée à la commune de Littenseradiel. Le 1er janvier 2018, cette dernière est à son tour supprimée et Iens rattaché à Súdwest-Fryslân.

## Démographie
En 2021, la population s'élève à 50 habitants.

## Culture et patrimoine
Iens possède une église du XIIIe siècle rénovée en 1874. Elle comprend une nef unique complétée par une abside à cinq pans.